# Jamaika-Sturmvogel
Der Jamaika-Sturmvogel (Pterodroma caribbaea) ist eine vermutlich ausgestorbene Vogelart aus der Familie der Sturmvögel. Gelegentlich wird er als Unterart des Teufelssturmvogels (Pterodroma hasitata) betrachtet. Die wenigen bekannten Museumsexemplare stammen aus der Region der Blue Mountains auf Jamaika.

## Merkmale
Der Jamaika-Sturmvogel erreichte eine Größe von 40 Zentimetern. Die Flügellänge betrug 267 bis 284 mm, die Schnabellänge 29,1 bis 32,6 mm, die Lauflänge 34,0 bis 36,6 mm und die Schwanzlänge 107,1 bis 119,9 mm. Der Jamaika-Sturmvogel sah dem Teufelssturmvogel sehr ähnlich. Das Gefieder war mehr oder weniger einfarbig rußbraun. Die Zügel, die Kehle und bei einigen Exemplaren der Unterbauch waren heller als beim Teufels-Sturmvogel. Der Bürzel und die Oberschwanzdecken waren milchkaffeebraun. Der Schnabel, die Beine und die Füße waren schwarz. Die Augen waren dunkel.

## Lebensweise
Über seine Lebensweise ist nur wenig bekannt geworden. Er war höchstwahrscheinlich nachtaktiv und brütete in Kolonien in den Bergwäldern der Blue Mountains und John Crow Mountains im Osten Jamaikas in Höhenlagen bis 1600 m. Die Paarungs- und Brutzeit war zwischen Oktober und Dezember. Wie die meisten Sturmvögel legte wahrscheinlich auch diese Art nur ein Ei. Das Gelege befand sich in Klippenspalten oder in Höhlen unter Bäumen.

## Status
Bei seiner Entdeckung im Jahre 1789 wurde der Jamaika-Sturmvogel noch als häufig beschrieben. Auch Philip Henry Gosse berichtete 1847 über die Existenz dieser Sturmvögel, er war jedoch nicht in der Lage, eine Beschreibung der Art zu liefern. 1866 wurden zwei Exemplare gesammelt, die als Grundlage für die wissenschaftliche Erstbeschreibung dienten. Der letzte dokumentierte Nachweis über den Jamaika-Sturmvogel war zwischen November und Dezember 1879, als der englische Gärtner William Nock für den Anbau von Chinarindenbüschen Waldbereiche in den Blue Mountains roden ließ. 22 Exemplare des Jamaika-Sturmvogels wurden in dieser Zeit geschossen, von denen sich 8 im University Museum of Zoology in Cambridge, Massachusetts befinden. Bei einer Suchexpedition im Jahre 1891 konnte der Ornithologe William Earl Dodge Scott kein Exemplar mehr nachweisen, dafür aber mehrere Mangusten. Gleichzeitig äußerte Scott die Vermutung, dass der Jamaika-Sturmvogel noch in den John Crow Mountains vorkommen könnte. Nach dem weitere Suchen fehlschlugen, wurde er von Frederick DuCane Godman in seiner Monographie „Monograph of the Petrels“ (1907–10) als fast ausgestorben bezeichnet. Carl Eduard Hellmayr und Henry Boardman Conover listeten die Art 1948 in ihrem Werk „Catalogue of birds of the Americas“ als ausgestorben. 1965 berichtete der Ornithologe William Bourne von Gerüchten über Sturmvögel in den John Crow Mountains. Es folgten Suchexpeditionen in den 1970er- und 1980er-Jahren sowie zwischen 1996 und 2000, die jedoch alle erfolglos verliefen. Als Hauptursache für das Verschwinden der Art gelten Überjagung (bis Mitte des 19. Jahrhunderts) sowie die Nachstellung durch Ratten, Mangusten und Schweine. BirdLife International stuft den Jamaika-Sturmvogel in die Kategorie vom Aussterben bedroht (vermutlich ausgestorben) ein.

## Systematik
Bereits vor der wissenschaftlichen Erstbeschreibung im Jahre 1866 wurde dieser Vogel 1789 von Patrick Browne in seinem Werk Natural History of Jamaica erwähnt. Bei den Einheimischen war die Art als „Blue Mountain Duck“ bekannt. 1936 wurde der Jamaika-Sturmvogel von Robert Cushman Murphy als Farbmorphe des Teufelssturmvogels betrachtet. 1991 legte der Ornithologe Mike Imber die Vermutung nahe, dass der Jamaika-Sturmvogel näher mit dem Kapverden-Sturmvogel (Pterodroma feae) verwandt sei, und klassifizierte ihn als eigenständige Art.